# Richard Trevithick
Richard Trevithick (Illogan, 13. travnja 1771. – Dartford, 22. travnja 1833.) bio je poznati engleski inženjer i izumitelj.

## Životopis

### Trevithickovi izumi u mladosti
Richard Trevithick rođen je u Illoganu u Cornwallu 1771. godine. Svoju mladost proveo je u rudarskom naselju Cornwallu te je pohađao školu u selu.  Jedan od profesora opisao ga je kao „neposlušnu, sporu i tvrdoglavu osobu“. Rano u životu pokazao je izniman talent u inženjerstvu. Odlazio je sa svojim ocem, koji je bio inženjer u jednom rudniku, na posao te tako otkriva sklonost za inženjerstvo. Dok je radio ondje bavio se izgradnjom i mijenjanjem parnih strojeva. Richard također počinje eksperimentirati s idejom o proizvodnji parne lokomotive. Godine 1797. godine Trevithick izrađuje visokotlačni stroj koji se pokazao vrlo uspješnim. Tada je izradio ukupno 36 takvih strojeva. Svoju parnu lokomotivu izgradio je na Badnjak 1801. kada je sa svojih sedam prijatelja otišao na kratko putovanje.  No, James Watt tvrdio je da je prerizično koristiti njegovu metodu jer bi za posljedicu mogla izbiti i eksplozija. Kasnije, Richard Trevithick optužio je Watta i njegovog partnera Boultona da njihov utjecaj može uvjeriti parlament da donese odluku o prekidu rada pokusa s parnih lokomotiva. Godine 1803. tvrtka „Vivian & West“ pristala je financirati Trevithickove pokuse. Richard koristi sve ono što je naučio za izgradnju visokotlačnog parnog stroja kako bi iste godine izgradio je drugu parnu lokomotivu. Međutim, nakon nekoliko dana uočeni su ozbiljni problemi koje su sprječavale rad lokomotive. Ista tvrtka je potom odustala financirati Richardove pokuse, no to nije utjecalo na njegovu daljnju budućnost jer ubrzo nakon toga pronalazi novog sponzora, Samuela Homfrayja. 21. veljače 1804. Richard Trevithick proizveo je novu lokomotivu koja je bila i dio dobivene oklade jer je uspjela povući 10 tona željeza u pet vagona i 70 ljudi na udaljenosti od 15,7 kilometara. Prosječna brzina iste lokomotive iznosila je oko 8 km/h. Iako je lokomotiva uspješno obavljala svoju funkciju, nakon tri putovanja uočeno je kako lokomotiva nekako razbija tračnice izrađene od lijevanog željeza. Godine 1808. Trevithick je izgradio treću i posljednju lokomotivu imenom „Catch-me-who-can“. Pokazao ju je u javnosti tijekom „Parnog cirkusa“ koju je organizirao sam Richard.

### Trevithickovi izumi
Richard Trevithick ni bio ograničen samo razvojem parne lokomotive. On je uz to razvio i izume poput kornvalskog kotla, propelera, hlađenje. On je također pokazao kako bi brod mogao biti sagrađen i od željeza te je za svoje male motore izgradio motor i kotao kao jednu cjelinu. Nakon što je radio u Dartfordu oko godinu dana, Trevithick je obolio od upale pluća te je nakon tjedan dan i umro u jutarnjim satima 22. travnja 1833. u velikom siromaštvu.

## Vanjske poveznice

### Sestrinski projekti
|  | Zajednički poslužitelj ima još gradiva o temi Richard Trevithick |

### Mrežna sjedišta
- Encyclopædia Britannica.com – Richard Trevithick (životopis; autor: L.T.C. Rolt) (engl.)
- Spartacus Educational.com – Richard Trevithick (životopis; autor: John Simkin) (engl.)
- The American Society of Mechanical Engineers – Richard Trevithick (životopis; autor: Tom Ricci) (engl.)
- Camborne Old Cornwall Society: Contributions to the Biography of Richard Trevithick - Richard Edmonds, 1859. (engl.)